# Municipio de Carbondale (Illinois)
El municipio de Carbondale (en inglés: Carbondale Township) es un municipio ubicado en el condado de Jackson en el estado estadounidense de Illinois. En el año 2010 tenía una población de 29544 habitantes y una densidad poblacional de 298,84 personas por km².

## Geografía
El municipio de Carbondale se encuentra ubicado en las coordenadas 37°43′49″N 89°12′35″O / 37.73028, -89.20972. Según la Oficina del Censo de los Estados Unidos, el municipio tiene una superficie total de 98.86 km², de la cual 96.89 km² corresponden a tierra firme y (2%) 1.97 km² es agua.

## Demografía
Según el censo de 2010, había 29544 personas residiendo en el municipio de Carbondale. La densidad de población era de 298,84 hab./km². De los 29544 habitantes, el municipio de Carbondale estaba compuesto por el 65.07% blancos, el 23.19% eran afroamericanos, el 0.36% eran amerindios, el 5.34% eran asiáticos, el 0.07% eran isleños del Pacífico, el 2.53% eran de otras razas y el 3.44% pertenecían a dos o más razas. Del total de la población el 5.66% eran hispanos o latinos de cualquier raza.